# Amphimorphina
Amphimorphina es un género de foraminífero bentónico de la Familia Chrysalogoniidae, de la Superfamilia Nodosarioidea, del Suborden Lagenina y del Orden Lagenida. Su especie-tipo es Amphimorphina haueriana. Su rango cronoestratigráfico abarca desde el Luteciense (Eoceno medio) hasta la Actualidad.

## Discusión
Clasificaciones previas incluían Amphimorphina en la Subfamilia Plectofrondiculariinae de la Familia Nodosariidae.

## Clasificación
Amphimorphina incluye a las siguientes especies:
- Amphimorphina butonensis
- Amphimorphina californica
- Amphimorphina dentalinoides
- Amphimorphina erucaria
- Amphimorphina gagei
- Amphimorphina haueriana
- Amphimorphina lirata
- Amphimorphina striata
- Amphimorphina tenuistriata

Otras especies consideradas en Amphimorphina son:
- Amphimorphina animba, considerado sinónimo posterior de Amphimorphinella amchitkaensis
- Amphimorphina caucasica, considerado sinónimo posterior de Amphimorphina lirata
- Amphimorphina gracilis, considerado sinónimo posterior de Amphimorphina lirata
- Amphimorphina miocenica, considerado sinónimo posterior de Amphimorphina haueriana
- Amphimorphina yazooensis, considerado sinónimo posterior de Amphimorphina lirata